# Deheubarth

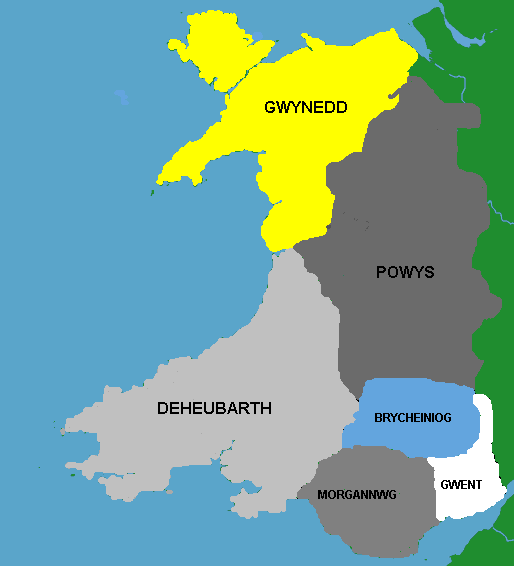
Regni medioevali del Galles

Deheubarth fu un regno o un principato medievale nel Galles sud-occidentale. Fu creato attorno al 950, quando Hywel Dda ap Cadell unì sotto il suo scettro il Dyfed e il Seisyllwg. La capitale si trovava a Dinefwr.
Come molti altri regni gallesi, anche il Deheubarth continuò a esistere, in diverse forme, fino alla conquista normanna (XIII secolo). Fu annesso da Llywelyn ap Seisyll del Gwynedd nel 1018 e poi da Rhydderch ab Iestyn del Morgannwg nel 1023. Il figlio di Llywelyn ap Sisyll, Gruffydd ap Llywelyn, conquistò di nuovo il Deheubarth, diventando così signore della maggior parte del Galles. Ma dopo la sua morte, la precedente dinastia riprese il potere.
Rhys ap Tewdwr regnò dal 1078 al 1093, riuscendo sia a vanificare diversi tentativi di detronizzarlo sia ad accrescere notevolmente la potenza del regno. Intanto, da est, i normanni stavano dando il via all'invasione del Deheubarth: nel 1093 Rhys fu ucciso in circostanze sconosciute, mentre cercava di resistere alla loro espansione nel Brycheiniog. Ciò porto alla conquista normanna della maggior parte del regno, mentre Gruffydd, figlio del defunto sovrano, si diede alla fuga e poi divenne principe di una piccola parte del regno di suo padre, mentre il grosso del territorio fu spartito tra i signori normanni.
Contro di loro, nel 1136 ci fu una generale sollevazione gallese e allora Gruffydd si alleò con il Gwynedd. Insieme a Owain Gwynedd e a Cadwaladr (fratello di Owain), Gruffydd sconfisse i normanni nella battaglia di Crug Mawr, vicino Cardigan. Ma poco dopo fu ucciso in circostanze oscure.

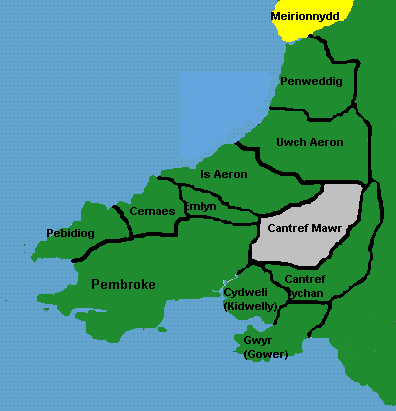
Cantref del Deheubarth attorno al 1160.

Il potere passò allora ai figli di Gruffydd. Quattro di loro (Anarawd, Cadell, Maredudd e Rhys) collaborarono per strappare ai normanni i territori appartenuti al nonno e al Gwynedd (che se n'era impossessato dopo la battaglia di Crug Mawr) il Ceredigion. Con il più giovane dei fratelli, Rhys ap Gruffydd (The Lord Rhys), che regnò dal 1155 al 1197, il Deheubarth divenne il più potente dei regni gallesi.
Alla morte di Rhys (1197), il regno fu diviso tra i suoi numerosi figli e il Deheubarth non fu più un rivale pericoloso per il Gwynedd. Agli inizi del XIII secolo, i principi del Deheubarth sembrano essere clienti di Llywelyn il Grande del Gwynedd. In seguito, i normanni ripresero il controllo del Deheubarth, che nel 1234 cessò di esistere come regno.

## Sovrani del Deheubarth
- Hywel Dda ap Cadell n. 909, regnò 942- 950
- Rhodri ap Hywel 950 - 953
- Edwin ap Hywel 950 - 954
- Owain ap Hywel 950 - 987
- Maredudd ab Owain 987 - 999
- Cynan ap Hywel (re del Gwynedd) 999 - 1005
- Edwin ab Einion 1005 - 1018
- Cadell ab Einion 1005 - 1018
- Llywelyn ap Seisyll (Re del Gwynedd) 1018 - 1023
- Rhydderch ab Iestyn (principe del Morgannwg) 1023 - 1033
- Hywel ab Edwin 1033 - 1044
- Gruffydd ap Llywelyn 1044 - 1045
- Gruffydd ab Rhydderch 1045 - 1055
- Gruffydd ap Llywelyn 1055 - 1063
- Maredudd ab Owain ab Edwin 1063 - 1072
- Rhys ab Owain 1072 - 1078
- Rhys ap Tewdwr 1078 - 1093
- Gruffydd ap Rhys 1135 - 1137 (regna solo su una parte, la restante è occupata dai Normanni)
- Anarawd ap Gruffydd 1137 - 1143
- Cadell ap Gruffydd 1143 - 1153
- Maredudd ap Gruffydd 1153 - 1155
- Rhys ap Gruffydd (Lord Rhys) 1155 - 1197
- Gruffydd ap Rhys II 1197 - 1201
- Maelgwn ap Rhys (1199 - 1230)
- Rhys Gryg (1216 - 1234)
- Maredudd ap Rhys Grug (1234 - 1271)